# Hospital Central de San Cristóbal
El Hospital Central de San Cristóbal es el nombre que recibe la más importante grande institución de salud pública de la ciudad de San Cristóbal capital del estado Táchira al oeste del país sudamericano de Venezuela. se ubica específicamente en la avenida Lucio Oquendo de esa ciudad tachirense y administrativamente depende del gobierno del estado Táchira.
Fue construido en el gobierno del general Marcos Pérez Jiménez, estaba casi listo a finales de 1957, pero no pudo ser inaugurado por la caída de la dictadura en Venezuela a principios de 1958, siendo inaugurado finalmente ese mismo año. Este hospital sustituyó al Hospital Vargas (San Cristóbal). 